# Адміністративний устрій Лановецького району
Адміністративний устрій Лановецького району — адміністративно-територіальний поділ Лановецького району Тернопільської області на 1 міську та 1 сільську громади та 18 сільських рад, які об'єднують 53 населені пункти та підпорядковані Лановецькій районній раді. Адміністративний центр — місто Ланівці.

## Список громадЛановецького району
- Борсуківська сільська громада
- Лановецька міська громада

## Список радЛановецького району
| №  | Назва                        | Центр         | Населені пункти                              | Площа км² | Місце за площею | Населення (2001), осіб | Місце за населенням |
| -- | ---------------------------- | ------------- | -------------------------------------------- | --------- | --------------- | ---------------------- | ------------------- |
| 1  | Бережанська сільська рада    | с. Бережанка  | с. Бережанка с. Жуківці                      | 4,864     |                 | 822                    | 17                  |
| 2  | Білозірська сільська рада    | с. Білозірка  | с. Білозірка с. Шушківці                     | 5,605     |                 | 1385                   | 4                   |
| 3  | Буглівська сільська рада     | с. Буглів     | с. Буглів с. Люлинці с. Огризківці           | 5,200     |                 | 943                    | 11                  |
| 4  | Ванжулівська сільська рада   | с. Ванжулів   | с. Ванжулів с. Мала Карначівка               | 3,800     |                 | 689                    | 20                  |
| 5  | Вербовецька сільська рада    | с. Вербовець  | с. Вербовець                                 | 5,627     |                 | 988                    | 8                   |
| 6  | Верещаківська сільська рада  | с. Верещаки   | с. Верещаки с. Коржківці                     | 1,700     |                 | 895                    | 15                  |
| 7  | Вишгородоцька сільська рада  | с. Вишгородок | с. Вишгородок с. Соколівка                   | 3,880     |                 | 916                    | 13                  |
| 8  | Влащинецька сільська рада    | с. Влащинці   | с. Влащинці                                  |           |                 | 329                    | 27                  |
| 9  | Гриньківська сільська рада   | с. Гриньки    | с. Гриньки с. Грибова с. Козачки             | 5,620     |                 | 1394                   | 3                   |
| 10 | Іванковецька сільська рада   | с. Іванківці  | с. Іванківці                                 | 3,420     |                 | 633                    | 22                  |
| 11 | Карначівська сільська рада   | с. Карначівка | с. Карначівка с. Шили                        | 1,070     |                 | 667                    | 21                  |
| 12 | Лопушненська сільська рада   | с. Лопушне    | с. Лопушне с. Пахиня                         | 3,315     |                 | 969                    | 10                  |
| 13 | Малобілківська сільська рада | с. Мала Білка | с. Мала Білка с. Велика Білка с. Мартишківці | 2,598     |                 | 437                    | 26                  |
| 14 | Молотківська сільська рада   | с. Молотків   | с. Молотків с. Осники                        | 1,110     |                 | 857                    | 16                  |
| 15 | Москалівська сільська рада   | с. Москалівка | с. Москалівка с. Плиска                      | 3,895     |                 | 901                    | 14                  |
| 16 | Печірнянська сільська рада   | с. Печірна    | с. Печірна с. Коростова с. Кутиска           | 3,850     |                 | 571                    | 25                  |
| 17 | Снігурівська сільська рада   | с. Снігурівка | с. Снігурівка с. Мала Снігурівка с. Маневе   | 4,173     |                 | 1257                   | 5                   |
| 18 | Чайчинецька сільська рада    | с. Чайчинці   | с. Чайчинці                                  | 2,640     |                 | 594                    | 23                  |

* Примітки: м. — місто, с-ще — селище, смт — селище міського типу, с. — село